# Аджыгёль (Невшехир)
Аджыгёль (тур. Acıgöl, ранее — Добада) — город и район в центральной части Турции, на территории провинции Невшехир.

## Географическое положение

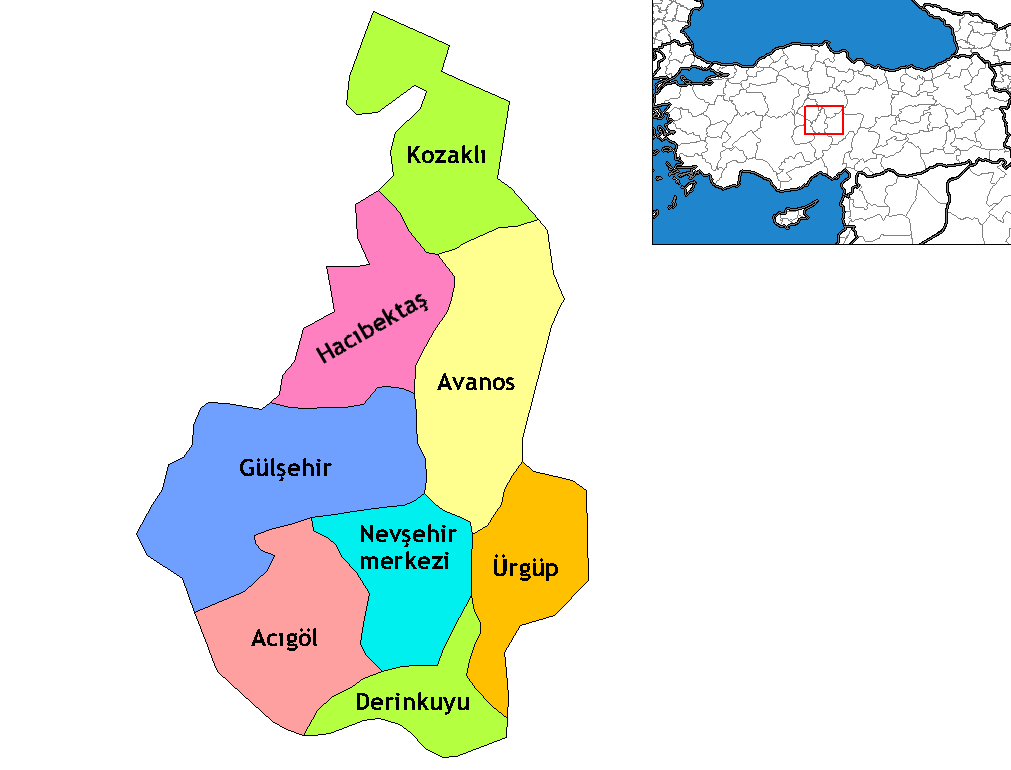
Район Аджыгёль на административной карте ила Невшехир

Город расположен в юго-западной части ила, на расстоянии приблизительно 15 километров к западу-юго-западу (WSW) от города Невшехир, административного центра провинции. Абсолютная высота — 1256 метров над уровнем моря.

Площадь района составляет 497 км².

## Население
По данным Института статистики Турции, численность населения Аджыгёля в 2012 году составляла 5817 человек, из которых мужчины составляли 50,7 %, женщины — соответственно 49,3 %.
Динамика численности населения города по годам:
| 1990 | 1997 | 2000 | 2007 | 2012 |
| ---- | ---- | ---- | ---- | ---- |
| 6489 | 5946 | 6702 | 5821 | 5817 |

## Экономика и транспорт
Основу экономики Аджыгёля составляет сельскохозяйственное производство. В окрестностях города выращивают подсолнечник, лук, зерновые и бобовые культуры, картофель, тыкву. Развито виноградарство и садоводство. Также значимую роль играет скотоводство.

Ближайший аэропорт расположен в городе Невшехир.